# Módulo de um sistema
Módulo é a parte do sistema responsável por uma tarefa bem definida e que pode ser acoplado a um sistema para permitir executar a tarefa disponibilizada pelo módulo.
Módulo é uma parte do sistema que utiliza a mesma arquitetura tecnológica do sistema, é responsável por atividades que satisfaz um assunto bem definido,  as atividades do módulo utilizam tarefas e componentes comuns do sistema, um módulo ou vários módulos compõem um Sistema, um módulo também é representado por um grupo de componentes de software que atende a um assunto bem definido.
A modularidade de um sistema pode ser caracterizada como o grau de alteração de desempenho e funcionalidade que uma rede pode sofrer sem mudar seu projeto original.